# Поцелуев, Иван Абрамович
Иван Абрамович Поцелуев (1900—1985) — советский военачальник и педагог, генерал-майор танковых войск (11.05.1949). Начальник Киевского суворовского военного училища (1954—1956).

## Биография
Родился 2 сентября 1900 года в хуторе Зимняцкий Усть-Медведицкого округа Области Войска Донского.
В РККА с 1918 года, участвовал в Гражданской войне. В 1923 году закончил Ленинградскую кавалерийскую школу, до 1932 года служил на командных должностях в кавалерии. С 18 ноября 1932 года был руководителем тактики Ленинградские броне-танковые курсы усовершенствования командного состава РККА имени тов. Бубнова. С 29 января 1934 года занимал должность помощника начальника боевой подготовки Приморской группы войск, с июля 1935 года — начальника боевой подготовки Приморской ГВ. 13 декабря 1935 года назначен командиром 23-го учебного танкового батальона Особой Краснознамённой Дальневосточной армии. 3 ноября 1937 года назначен командиром 301-го отдельного танкового батальона 12-й стрелковой дивизии ОКДВА.
С 12 сентября 1940 года по 29 сентября 1941 года учился в Военной академии механизации и моторизации РККА имени И. В. Сталина. После окончания был назначен командиром 22-го танкового полка 22-й танковой бригады 16-й армии Западного фронта.
С 16 января по 15 июля 1942 года — командир 148-й отдельной танковой бригады.
С 25 апреля 1944 года — заместитель командира 19-го танкового корпуса по строевой части. В апреле 1944 года исполнял обязанности командира корпуса, под его руководством части корпуса освобождали Джанкой и Симферополь.10 апреля 1944 года получил легкое ранение.
В 1949 году закончил ВАК при Высшей военной академии им. К. Е. Ворошилова. С апреля 1949 по март 1951 года командовал 29-й гвардейской механизированной дивизией 11-й гвардейской армии Прибалтийского военного округа.
С 1951 по 1954 год был старшим советником при Венгерской народной армии.
С 1 января 1954 года по 26 мая 1956 года — возглавлял Киевское суворовское военное училище, с 13 июля 1956 года в запасе.
Умер 30 июля 1985 года.

## Награды
- орден Ленина (21.02.1945)[7];
- четыре ордена Красного Знамени (5.11.1941[8], 2.08.1943[9], 3.11.1944[10], 24.10.1948[11]);
- орден Суворова II степени (11.05.1944)[12];
- орден Отечественной войны I степени (18.08.1944)[13];
- Медаль «За оборону Москвы»;
- Медаль «За победу над Германией в Великой Отечественной войне 1941—1945 гг.»[14];
- Медаль «XX лет Рабоче-Крестьянской Красной Армии» (24.01.1938)